# Afromynoglenes
Afromynoglenes là một chi nhện trong họ Linyphiidae.

## Các loài
Chi này gồm các loài:
- Afromynoglenes parkeri Merrett & Russell-Smith, 1996